# Lutaika, Hrebinka
Lutaika (în ucraineană Лутайка) este un sat în comuna Korovaii din raionul Hrebinka, regiunea Poltava, Ucraina.

## Demografie
Componența lingvistică a localității Lutaika
     Ucraineană (97,24%)
     Rusă (2,76%)
Conform recensământului din 2001, majoritatea populației localității Lutaika era vorbitoare de ucraineană (97,24%), existând în minoritate și vorbitori de rusă (2,76%).